# Jethsura pyriformis
Jethsura pyriformis là một loài tò vò trong họ Ichneumonidae.